# Vitali Kireiko
Vitali Kireiko   (Xiroke, 23 de desembre de 1926 - Kíiv, 19 d'octubre de 2016), nom complet amb patronímic Vitali Dmítrovitx Kireiko, ucraïnès: Віталій Дмитрович Кирейко, fou un compositor i pedagog ucraïnès.

## Biografia
Vitali Kireiko prové de la ciutat de Xiroke a la regió actual de Dnipropetrovsk. El seu pare era professor i músic aficionat i organitzador de música. Es va graduar a l'escola secundària a Kobeljaky, regió de Poltava (1935-1941). Durant la Segona Guerra Mundial (1941-1944) Kireiko va treballar com a mestre de concerts en una companyia de teatre amateur, amb qui va presentar, per exemple, l'òpera Natalka Poltavka.
Les seves activitats professionals estan associades al Conservatori de Kíev, on va estudiar composició entre 1944 i 1949 amb el reconegut compositor Lev Revucky, que es va convertir en el model de vida de Kireiko. Després de la seva graduació com a professor amb Revucký, va romandre assistent de recerca al conservatori, va acabar els seus estudis el 1952, es va convertir en candidat a musicologia el 1953, com a professor associat el 1961 i com a professor el 1978; El 1988 es va retirar. Les primeres obres de Kireiko amb número d'opus provenen de 1945.
La base per a la creació de Kireiko va ser sempre la música popular d'Ucraïna amb una contínua tradició de compositors (Lysenko, Leontovyč, Stecenko, Verykivskyj, Revuckyj); La professora Valentyna Antonjuková l'anomena directament "el net de Lysenka". Sempre va mantenir una actitud negativa davant l'avantguarda musical que estava guanyant terreny a Ucraïna des dels anys seixanta.Se l'anomena "l'últim romàntic" de la música clàssica ucraïnesa.
Kireiko va evitar constantment treballar temes propis del règim, cosa que va provocar la seva forta admiració pel folklore nacional (troba influències de la cançó popular ucraïnesa també de Beethoven) i antipatia per als bolxevics i els jueus per influir des del "nacionalisme burgès". Tot i que va guanyar el títol d'Artista de Mèrit de la URSS per les seves dues primeres òperes el 1966, van ser immediatament retirats del repertori; també l'òpera prevista Bojarka, que retratava el conflicte del nacionalisme ucraïnès i l'expansió russa, va ser prohibida i interpretada en concert el 2008 quan ja no existia la Unió Soviètica.
Per tant, durant l'època de Leonid Bréjnev, Kireiko es va centrar en la música instrumental i les cançons líriques, i el 1977 va rebre el títol d'Artista Nacional de la URSS per la seva obra, estilísticament conservadora i d'acord amb les exigències del realisme socialista. També va ser guardonat amb el Premi MV Lysenka (1985), el Premi L. Revucký, el Premi I. Nečuja-Levycký i el 2001 es va convertir en Cavaller de l'Ordre del Mèrit d'Ucraïna (grau III).

## Treball
L'obra de Vitali Kireiko és extensa i rica en gènere, que conté gairebé 300 nombres dopus.